# Aeroporto di Bissau-Osvaldo Viera
L'Aeroporto internazionale Osvaldo Vieira è un aeroporto che serve Bissau, la capitale della Guinea-Bissau. È l'unico aeroporto della nazione africana.